# Мошногірський Вознесенський монастир
Мошногірський Свято-Вознесенський монастир — православний монастир, розташований у лісі на горах поміж річками Мошна (басейн Дніпра) та Ірдинь (притока Тясмину, басейн Дніпра) поблизу сіл Мошни і Будище (нині села Черкаського району Черкаської області). Заснований, імовірно, у 2-й половині 17 ст., що опосередковано підтверджують універсали гетьманів Петра Дорошенка від 22 червня і 11 липня 1671 і Івана Мазепи від 20 травня 1708, та ін. Від 1720 на Лівобережжі Дніпра в с. Коробівка (нині село Золотоніського району Черкаської області) мошенські ченці утримували власний «дворець» з невеличкою церквою Благовіщення Пресвятої Богородиці, у подальшому тут почав функціонувати невеличкий Коробівський жіночий монастир. З кінця 18 ст. і до 1917 Мошногірська обитель — невеличкий позаштатний монастир. У радянські часи обитель була позбавлена більшої частини своїх земельних володінь, а це майже 350 десятин. 26 серпня 1921 на терені Мошногірського монастиря була зареєстрована монастирська Вознесенська релігійна громада та її статут, а 27 березня 1922 — с.-г. трудова артіль, до складу якої ввійшли як монастирські насельники, так і селяни, наймані робітники та ін. Релігійна громада мала у своєму розпорядженні монастирські церкви — соборну дерев'яну Свято-Вознесенську і кам'яну Свято-Покровську (1886). Рішенням секретаріату ВУЦВК від 21 листопада 1929 Мошногірський монастир було остаточно ліквідовано. 1930 були знищені, імовірно, і монастирські храми, у тому числі Свято-Вознесенський, який до того перебував під охороною держави як пам'ятка історії 18 ст.
Один із перших настоятелів Йоаким (Ракович), а також останній настоятель Мошногірського монастиря Досифей (Старов) були репресовані. Перший за особистим наказом російського царя Петра І просидів кілька десятиліть у кам'яному «мішку» Соловецького монастиря (див. Соловки) і невідомо, коли помер, перетерпів при цьому нелюдських страждань і тортур, а архімандрит Досифей (у схимі — Аввакум) пройшов через «випробування» радянських таборів.